# جيمس كرونين
جيمس كرونين (بالإنجليزية: James Watson Cronin)‏‏ (29 سبتمبر 1931 - 25 أغسطس 2016) عالم فيزياء أمريكي حاز على جائزة نوبل للفيزياء عام 1980 عن تجربة أجراها عام 1964 أثبتت انكسار مبدأ التناظر خلال بعض التفاعلات التي تجري بين الجسيمات الأولية. وقد شاركه في الجائزة زميله فال فيتش.
ولد جيمس كرونين في 29 سبتمبر 1931 بمدينة شيكاغو بولاية ألينوي. اكتشف مع زميله فال فيتش أن تحلل ال كا-ميزون لا يسري عكسيا بنفس الطريقة، مما يبين أن التفاعلات بين الجسيمات الأولية تتغير مع الزمن، وبالتالي اكتشاف انكسار المجانسة CP violation. يعمل كرونين استاذا غير متفرغ بحامعة شيكاغو وهو المتحدث الرسمي لمرصد بيير أوجي.

## روابط خارجية
- جيمس كرونين على موقع الموسوعة البريطانية (الإنجليزية)
- جيمس كرونين على موقع مونزينجر (الألمانية)
- جيمس كرونين على موقع إن إن دي بي (الإنجليزية)